# Androulla Vassiliou

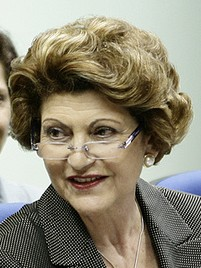
Androulla Vassiliou (2011)

Androulla Vassiliou (Ανδρούλλα Βασιλείου; * 30. November 1943) ist eine griechisch-zypriotische Politikerin (ED); sie war ab 2008 EU-Kommissarin für Gesundheit und von Februar 2010 bis November 2014 EU-Kommissarin für Bildung, Kultur und Jugend sowie für Mehrsprachigkeit. Sie ist mit Georges Vassiliou, dem früheren Staatspräsidenten von Zypern, verheiratet und hat mit ihm drei Kinder.

## Karriere als Juristin
Von 1961 bis 1964 studierte Vassiliou Rechtswissenschaften am Middle Temple Inn of Court in London und ließ danach ein Studium der Internationalen Beziehungen am renommierten London Institute of World Affairs folgen. Nach Zypern zurückgekehrt, fungierte sie seit 1968 als Rechtsberaterin der Standard Chartered Bank und der Bank of Cyprus. Sie beendete ihre juristische Laufbahn, als ihr Gatte Georges Vassiliou Präsident von Zypern wurde.

## Politische Laufbahn
1996 begann Androulla Vassiliou ihre eigene politische Karriere in der von ihrem Ehemann gegründeten liberalen Partei Enomeni Dimokrates (ED) und wurde ins Abgeordnetenhaus der Republik Zypern gewählt, 2001 wurde sie wiedergewählt. Während ihrer Tätigkeit zeichnete sie sich mehr und mehr durch ihre europapolitische Expertise aus, konsequenterweise war sie unter den Vertretern Zyperns im Europäischen Konvent, dem beratenden Gremium zur Vorbereitung des Vertrags über eine Verfassung für Europa.
Von 2001 bis 2006 war sie Vizepräsidentin der Europäischen Liberalen und Vorsitzende des European Liberal Women's Network, der Frauenorganisation dieser Partei.
Nach dem Verlust ihres Parlamentssitzes bei der Parlamentswahl in der Republik Zypern 2006 wurde Vassiliou im Februar 2008 als Nachfolgerin ihres zurückgetretenen Landsmannes Márkos Kyprianoú EU-Kommissarin für Gesundheit. Sie übernahm seine Agenden am 3. März und wurde am 9. April 2008 vom Europäischen Parlament mit 446 zu 7 Stimmen bei 29 Enthaltungen bestätigt. 2010 wurde sie in der Kommission Barroso II Kommissarin für Bildung, Kultur und Jugend sowie für Mehrsprachigkeit. Der Kommission Juncker gehört sie nicht mehr an.
Seit mehreren Jahren ist sie in der United Nations Association von Zypern tätig, der sie mehrere Perioden als Präsidentin vorstand. Während dieser Zeit nahm sie an zahlreichen Menschenrechtskonferenzen teil. 1991 wurde sie zur Vorsitzenden der Weltvereinigung der United Nations Associations gewählt, zweimal im Amt bestätigt und danach zur Ehrenpräsidentin gewählt.
Seit 1996 ist sie Vorsitzende des Zypriotischen Verbandes der Frauen in Geschäft und Wirtschaft.

## Sprachkenntnisse
Androulla Vassiliou spricht Griechisch, Englisch und Französisch.